# Невилл, Джордж, 1-й барон Латимер
Джордж Невилл (англ. George Neville; ум. 30 декабря 1469) — английский аристократ, 1-й барон Латимер с 1432, сын Ральфа Невилла, 1-го графа Уэстморленда, от второго брака с Джоан Бофорт. В 1432 году он впервые был вызван в английский парламент. При дворе Джордж получал назначения на разные должности, но в 1451 году был официально признан идиотом, вероятно, из-за какой-то формы деменции. Несмотря на это, он до самой смерти вызывался в парламент, а его владениями, которые располагались в двадцати четырёх графствах, управлял племянник, Ричард Невилл, 16-й граф Уорик.

## Происхождение
Джордж происходил из аристократического английского рода Невиллов, который был вторым по значимости родом в Северо-Восточной Англии после рода Перси. Его отец, Ральф Невилл, 1-й граф Уэстморленд, был одним из могущественных магнатов в Северной Англии. Он поддержал захват власти Генрихом IV Болингброком, принимая активное участие в возведении того на английский престол, за что получил должности и награды, а после подавления восстания Перси его влияние ещё больше усилилось. Кроме того, он породнился с королём, женившись вторым браком на сестре Генриха IV — Джоан Бофорт, легитимизированной дочери Джона Гонта от любовницы Екатерины Суинфорд, на которой он позже женился. Джордж был третьим по старшинству из выживших сыновей, родившихся в этом браке. Всего же в нём родилось 14 детей.
По завещанию графа Уэстморленда, составленному в 1424 году, дети, родившиеся от его первого брака, были лишены большинства владений, переданных детям от второго брака. Основным наследником стал Ричард Невилл, старший полнородный брат Джорджа, получивший большую часть владений Невиллов, включая маноры Пенрит, Шериф Хаттон, Мидлэм и Рэби.

## Биография
Год рождения Джорджа неизвестен. О его биографии известно не очень много. Его посвятили в рыцари в 1426 году. 25 февраля 1432 года он был вызван в английский парламент как барон Латимер. К этому времени титул пребывал в состоянии ожидания наследника. Ранее его носил умерший 10 декабря 1430 года Джон Невилл, 6-й барон Латимер из Корби, младший брат отца Джорджа. Он не имел сыновей, поэтому завещал владения детям своего брата. Причём вызов Джордж получил как барон по собственному праву, из-за чего полученный им титул рассматривается как новая креация, а не продолжение предыдущих креаций.
Из-за положения своей семьи, Джордж получал назначения на разные придворные должности. Так король Генрих VI назначил его «судьёй по челобитным» — чиновником, который рассматривал челобитные, поданные королю его подданными. В 1434 году Джордж занимал должность комиссионера по армии в Йорке (в его обязанности воходил досмотр контингента армии).
В 1436 году Джордж участвовал в войне против Шотландии, в 1437 году был мировым судьёй в Камберленде, а в 1439 году стал членом Тайного совета.
Владения Джорджа располагались в двадцати четырёх графствах. Его основной резиденцией был замок Снейп в Ричмондшире.
Последние 18 лет своей жизни Джордж, по мнению исследователей, страдал от какой-то формы деменции, поскольку 11 июня 1451 года его признали «идиотом», а контроль над его землями осуществлял племянник Ричард Невилл, 16-й граф Уорик. Но, несмотря на это, Джордж регулярно призывался для участия в работе Палаты лордов.
Джордж умер 30 декабря 1469 года. Его старший сын Генри незадолго до этого, 26 июля 1469 года, погиб в битве при Эджкот-Мур. Поэтому владения и титул барона Латимера унаследовал его внук, Ричард Невилл, старший сын Генри.

## Брак и дети
Жена: ок. февраля 1437 Элизабет Бошан (ок. 1417 — до 2 октября 1480), дочь Ричарда де Бошана, 13-го графа Уорика, и Элизабет де Беркли. Дети:
- сэр Генри Невилл (ум. 26 июля 1469). Его сын Ричард Невилл после смерти деда унаследовал его владения и титулы[11][15].
- Томас Невилл[11].
- Джейн Невилл[11].
- Кэтрин Невилл; муж: сэр Джеймс Рэтклиф[11].